# Smolnyjklostret
Smolnyjklostret (russisk: Смольный монастырь, tr. Smolnyj monastyr) er en katedral og et bygningskompleks i tilknytning hertil, der tidligere har fungeret som kloster. Smolnyjklostret ligger i Sankt Petersborg, Rusland ved Nevas bred.
Klostret blev bygget for den russisk-ortodokse kirke af Peter den Store til hans datter Elisabeth, der i udgangspunktet ikke kunne efterfølge sin far på tronen. Med dette i udsigt valgte hun at blive nonne. Inden klostret stod færdigt, fik hun imidlertid alligevel muligheden for at blive kejserinde af Rusland, og derfor blev hun aldrig nonne. Hun var dog fortsat meget religiøs og tilså arbejdet med klostret.
Klostrets centrale bygning er katedralen, en hvid og blå bygning, der betragtes som et af den italienske arkitekt Francesco Bartolomeo Rastrellis mesterværker. Den blev opført i perioden 1748-64 og var planlagt til at skulle have et klokketårn, som skulle være den højeste bygning i Rusland på det tidspunkt. Elisabeths død i 1762 betød dog, at tårnet aldrig blev bygget.
Katharian 2., Elisabeths efterfølger, brød sig ikke om barokstilen, som katedralen var skabt i, og derfor lå arbejdet på klostret dødt i mange år, inden Vasilij Stasov fik tilføjet neoklassicistiske elementer, så det kunne indvies i 1835.
Under det sovjetiske styre var katedralen lukket (1923-82) og forfaldt, indtil den efter sovjeunionens opløsning blev indrettet som koncerthus. De omkringliggende klosterbygninger benyttes som private og offentlige kontorer, samt af Sankt Petersborgs Statsuniversitet.
- Smolnyjklostret i 1852
- Luftfoto af Smolnyjkomplekset
- Smolnyjklostret